# Phyllodonta obscura
Phyllodonta obscura là một loài bướm đêm trong họ Geometridae.